# Sultići
Sultići su naseljeno mjesto u općini Konjic, Federacija Bosne i Hercegovine, BiH.

## Stanovništvo

### 1991.
Nacionalni sastav stanovništva 1991. godine, bio je sljedeći:
ukupno: 210
- Hrvati – 105
- Muslimani – 104
- ostali, neopredijeljeni i nepoznato – 1

### 2013.
Nacionalni sastav stanovništva 2013. godine, bio je sljedeći:
ukupno: 144
- Bošnjaci – 114
- Hrvati – 26
- ostali, neopredijeljeni i nepoznato – 4

## Vanjske poveznice
- Satelitska snimka  Arhivirana inačica izvorne stranice od 8. ožujka 2021. (Wayback Machine)